# Campeonato Paulista 1905
El Campeonato de la Liga Paulista de Fútbol de 1905 fue la cuarta edición de esta competición entre clubes de fútbol de São Paulo afiliados a la Liga Paulista de Foot-Ball (LPF). Es reconocido oficialmente por la Federación Paulista de Fútbol (FPF) como la cuarta edición del Campeonato Paulista de Fútbol.
Disputado entre el 3 de mayo y el 1 de noviembre de ese año, contó con la participación de seis clubes. Después de tres subcampeonatos consecutivos, el Paulistano se proclamó campeón por primera vez y rompió la hegemonía del São Paulo Athletic, vencedor en las otras tres ocasiones.

## Historia
El último clasificado en el torneo anterior, el Athletica das Palmeiras tuvo que vencer al Internacional de Santos, equipo al que ya había derrotado un año antes, en la selección para el campeonato de 1904.
Un nuevo trofeo comenzó a disputarse a partir de la competición de este año, ya que la «Copa Antonio Casimiro da Costa» pasó definitivamente a manos del São Paulo Athletic, campeón de las tres primeras ediciones de la liga. Ofrecida por el industrial y conde Antonio Álvares Leite Penteado, la «Copa Álvares Penteado» fue realizada por un orfebre de París, y quedaría en posesión del primer equipo que ganara, a partir de entonces, tres ediciones del torneo.

## Equipos participantes
| Equipo                  | Ciudad    | Fundación               |
| ----------------------- | --------- | ----------------------- |
| Athletica das Palmeiras | São Paulo | 9 de noviembre de 1902  |
| Germânia                | São Paulo | 7 de septiembre de 1899 |
| Internacional           | São Paulo | 19 de agosto de 1899    |
| Mackenzie               | São Paulo | 18 de agosto de 1898    |
| Paulistano              | São Paulo | 29 de diciembre de 1900 |
| São Paulo Athletic      | São Paulo | 13 de mayo de 1888      |

## Desarrollo
En mayo, con el campeonato ya en marcha, el conjunto inglés del São Paulo Athletic se reunió en una asamblea general en el Rotisserie Sportsman, en la que discutirían si abandonarían la liga por ser víctima de abucheos constantes durante los partidos, pero al final 18 socios votaron en contra de que el club permaneciera en el campeonato, y 38 a favor de la continuidad. El equipo decidió permanecer en la competición y protestó, a través de una carta dirigida a la LPF, para que «no se repitan los abucheos».
Germânia e Internacional pelearon hasta los últimos partidos, pero el Paulistano mostró una gran fuerza y ganó por primera vez el título de liga, además de una campaña invicta de ocho victorias y dos empates. El logro se definió antes del partido final, ante Mackenzie. Un empate logrado el 1 de octubre contra Germânia eliminó a los alemanes de la carrera por el título, ya que no podían alcanzar a Paulistano en puntos. En el siguiente partido, el 22 de octubre, la victoria del club de Jardim América por 2-0 también le quitó al Internacional posibilidades matemáticas del campeonato, quedando solo un partido para completar el calendario previsto. Así, por primera vez el campeonato de liga no necesitaría tener un partido de desempate para definir al campeón.
Sin embargo, el título del Paulistano llegó, no sin polémica. Con la copa ya asegurada, se produjo una disputa para nombrar al capitán del último partido, contra Mackenzie, quien tendría el gran honor de recibir la «Copa Álvares Penteado» en nombre del grupo. En sustitución de Guilherme Vallim Alvares Rubião Caberia, los jugadores del equipo campeón eligieron a Jorge de Almeida Campos Mesquita como nuevo capitán, en homenaje a quien era considerado el mejor deportista del grupo.
El presidente del Paulistano, Numa de Oliveira, no estuvo de acuerdo con el cambio en la capitanía decidido por el equipo y, a través de un oficio, nombró capitán a José Rubião (hermano menor de Guilherme), pero rechazó el nombramiento y esto generó una situación sin salida. Jorge Mesquita se presentó en la reunión donde la directiva discutió el asunto, para intentar defender la elección de los jugadores, pero fue expulsado de la sala por el presidente. En protesta contra el autoritarismo de Oliveira, Mesquita, José Rubião y otros seis compañeros abandonaron el club, e inmediatamente se trasladaron al Athletica das Palmeiras, el equipo más débil de la liga.
Guilherme Rubião permaneció en Paulistano, el portero Tutu Miranda asumió como capitán y exjugadores, como Álvaro Rocha y Olavo Barros, fueron llamados apresuradamente para el último partido, que ganaron por 2-0.

### Clasificación
| Pos. | Equipo                  | Pts. | PJ | G | E | P | GF | GC | Dif. | Clasificación                |
| ---- | ----------------------- | ---- | -- | - | - | - | -- | -- | ---- | ---------------------------- |
| 1    | Paulistano (C)          | 18   | 10 | 8 | 2 | 0 | 20 | 3  | +17  | Campeón                      |
| 2    | Germânia                | 13   | 10 | 5 | 3 | 2 | 30 | 16 | +14  |                              |
| 3    | Internacional           | 11   | 10 | 4 | 3 | 3 | 15 | 19 | −4   |                              |
| 4    | São Paulo Athletic      | 8    | 10 | 4 | 0 | 6 | 16 | 23 | −7   |                              |
| 5    | Mackenzie               | 7    | 10 | 3 | 1 | 6 | 27 | 27 | 0    |                              |
| 6    | Athletica das Palmeiras | 3    | 10 | 1 | 1 | 8 | 10 | 27 | −17  | Promoción por la permanencia |

 Fuente: RSSSF
| Campeón Paulistano |
| 1.er título        |

### Promoción por la permanencia

#### Ronda preliminar
|  | Internacional | 2-0 | Americano |  |  |

#### Final
|  | Athletica das Palmeiras | 4-1 | Internacional |  |  |

Con esta victoria por 4-1, Athletica das Palmeiras mantuvo la categoría.